# Angélique Boyer
Pour les articles homonymes, voir Boyer.
Angélique Boyer (née Angélique Monique Paulette Boyer le 4 juillet 1988 à Saint-Claude dans le Jura en France), est une actrice franco-mexicaine,.

## Biographie
Née à Saint-Claude dans le Jura, elle vit au Mexique depuis ses deux ans.
Angélique Boyer apparaît ainsi sur le petit écran mexicain en 2003 dans la telenovela Corazónes al limíte. Elle intègre la distribution de la telenovela Rebelde durant trois saisons. Deux ans plus tard, sa cote de popularité s'accroit grâce à sa présence dans une émission de téléréalité locale Bailando por la boda de mis sueños (Danse pour le mariage de mes rêves ou Danse avec les Stars) avant d’exploser les cinq années suivantes. Elle apparaît dans le vidéoclip de Santiago Garza Quiero Verte en 2006. Elle a été élue « fille la plus sexy de l’année » en Amérique latine en 2007 et continue son ascension dans les telenovelas mexicaines Muchachitas como tú, Alma de Hierro et Corazón salvaje. En 2009, elle chante cinco Minutos pour la série Mujeres Asesinas 2 avec Ana Brenda, Gloria Trevi et Sherlyn. Elle chante une partie de la chanson en français. En 2010, elle a été nommée par ses pairs dans la catégorie « meilleure jeune actrice » de telenovela. En 2011, elle a reçu le prix de la « meilleure actrice » pour Teresa.
Le 26 juin 2013, il a été confirmé qu'Angélique Boyer, avec Sebastián Rulli et Luis Roberto Guzmán, serait la vedette de Lo que la vida me robó un remake de Bodas de odio produit en 1983.
En août 2015, il a été confirmé qu'Angélique Boyer serait la protagoniste du remake de Lazos de amor avec Sebastián Rulli.

## Filmographie

### Cinéma
- 2007 : J-ok'el (en) : La Légende de La Llorona - Fille française

### Télévision

#### Telenovelas
- 2004 : Corazones al límite (Televisa) : Anette Elizalde
- 2004 - 2006 : Rebelde (Televisa) : Victoria « Vico » Paz Macmillián
- 2007 : Muchachitas como tú (Televisa) : Margarita Villaseñor
- 2008 - 2009 : Alma de Hierro (Televisa) : Sandra "Sandy" Hierro Jiménez
- 2009 - 2010 : Corazón salvaje (Televisa) : Ángela Villarreal/Jimena Villarreal/Estrella Villarreal
- 2010 - 2011 : Teresa (Televisa) : Teresa Chávez Aguirre
- 2012 : Abismo de pasión (Televisa) : Elisa Castañón Bouvier / Elisa Castañón Bouvier de Arongo
- 2013 - 2014 : Les choix de l'amour (Televisa) : Montserrat  Mendoza Giacinti / Montserrat Mendoza Giacinti de Almonte / Montserrat Mendoza Giacinti Álvarez
- 2016 - 2017 : Les trois visages d'Ana (Televisa) : Ana Lucía Hernández/ Ana Lucia Álvarez del Castillo Rivadeneira /Ana Laura Álvarez del Castillo Rivadeneira de Fuentes / Ana Letícia Álvarez del Castillo Rivadeneira de Salvaterra
- 2018 - 2019 : L'Amour à mort (Televisa) : Lucía Borges Duarte / Lucia Borges Duarte de Carvajal
- 2020-2021 : L'Empire du mensonge : Elisa Cantú Robles / Elisa Cantú Robles de Velasco
- 2021 : Par-delà le passé : Renata Sánchez Vidal
- 2023 : L'Amour invincible : Marena Ramos / Leona Bravo Alba de Torrenegro
- 2024 : Diana Salazar : Diana Salazar/Leonor de Santiago

#### Série télévisées
- Mujeres asesinas (Televisa) 
  - 2009 : Épisode : Soledad, Cautiva (en français : « Soledad, captive ») - Soledad Oropeza

## Théâtre
- 2011 : Ausencia de Dios : Agnes
- 2012 : Una noche de Pasión
- 2014 : Las mujeres son de Venus, los hombres son de Martes (adapté de Les hommes viennent de Mars, les femmes viennent de Vénus)